# Горная королевская змея
Горная королевская змея (Lampropeltis alterna) — неядовитая змея семейства ужеобразных (Colubridae). Имеет 2 подвида.
Общая длина достигает 80—90 см, максимальная длина — 150 см. Голова треугольная. Туловище крепкое и массивное. Окраска головы чёрного, стального или серого цвета. Рисунок туловища очень изменчив и является сочетанием участков серого и оранжевого цвета. На тёмно-сером фоне расположены широкие, седловидные оранжевые пятна. К основному цвету примешиваются другие, это наиболее заметно на границах однородно окрашенных участков: оранжевые полосы окаймлены чёрной каймой, а серые — белой. «Тёмная» и «светлая» вариации относятся к интенсивности основного серого тона, характеризующие подвиды этой змеи.
Любит лесистую, скалистую и каменистую местность. Активна ночью. Питается ящерицами, мышевидными, земноводными.
Это яйцекладущая змея. Самка откладывает 3—13 яиц.
Обитает на юге штатов Техас, Нью-Мексико (США), в провинции Чиуауа (Мексика).

## Подвиды
- Lampropeltis alterna alterna
- Lampropeltis alterna blairi